# Záhorie, Malacky
Záhorie este o comună slovacă, aflată în districtul Malacky din regiunea Bratislava. Localitatea se află la altitudinea de 326 m deasupra n.m., se întinde pe o suprafață de 276,52 km2 și în 2017 număra 157 de locuitori.

## Demografie
| An:                | 1994 | 2004    | 2014    | 2024    |
| ------------------ | ---- | ------- | ------- | ------- |
| Număr de persoane: | 516  | 288     | 162     | 124     |
| Diferență:         |      | −44,18% | −43,75% | −23,45% |

| An:                | 2023 | 2024   |
| ------------------ | ---- | ------ |
| Număr de persoane: | 129  | 124    |
| Diferență:         |      | −3,87% |